# Enicospilus ternatei
Enicospilus ternatei är en stekelart som beskrevs av Ian D. Gauld och Mitchell 1981. Enicospilus ternatei ingår i släktet Enicospilus och familjen brokparasitsteklar. Inga underarter finns listade i Catalogue of Life.